# Coccoloba porphyrostachys
Coccoloba porphyrostachys là một loài thực vật có hoa trong họ Rau răm. Loài này được Gómez-Laur. mô tả khoa học đầu tiên năm 1989 publ. 1990.